# Pumari Chhish
El Pumari Chhish (en urdu: پماری چش), también conocida como Pumarikish o Pico 11, es una montaña de 7492 m de altura, ubicada en la subcordillera Hispar Muztagh, en el Karakórum.

## Ubicación
La montaña se encuentra aproximadamente 4 km al oriente del Khunyang Chhish, la segunda montaña más alta de la Hispar Muztagh, en el corazón del Hispar. Hacia el sur y al oriente, está delimitada por la parte septentrional del glaciar de Yutmaru. Al norte limita con la meseta del glaciar Yazghil. Al nororiente se encuentra el Yutmaru Sar, que conecta por un collado al Pumari Chhish, y detrás están los picos Yukshin Gardar Sar, y Kanjut Sar. Al norponiente, más allá del glaciar Yazghil, se encuentra el Distaghil Sar.

## Cima principal
El Pumari Chhish fue atacado por primera vez en 1974 por un equipo australiano, pero su escalada fracasó sobre el glaciar Yazghil en el norte de la montaña. En 1979, un equipo japonés de la Asociación Alpina de Hokkaido, conformado por los montañeros S. Chiba , K. Minami, M. Ohashi y H. Yokoyama y el oficial pakistaní Nazar Abbas Awan, escalaron la cumbre principal por la vía del glaciar Kunyang, al poniente del pico. Primero tuvieron que superar el collado al glaciar Yazghil para acceder a la parte posterior septentrional del Pumari Chhish. De acuerdo al Himalayan Index, no ha habido más ascensiones exitosas.

## Picos meridionales
Aproximadamente a 1 km al suroriente de la cumbre principal del Pumari Chhish, se encuentra la cumbre Sureste, de 7297 m de altura, se trata de una cumbre subsidiaria con una prominencia de 197 m. Algunas fuentes lo llaman Pumari Chhish Sur y lo registran con una altura de 7350 metros. Tras dos intentos fallidos de escalada en los años 1999 y 2000, el 12 de junio de 2007, Yannick Graziani y Christian Trommsdorff tuvieron éxito. Los últimos 2700 metros fueron los de mayor dificultad técnica (ABO 5.10 M6 A1). Subieron la cumbre en estilo alpino puro en seis días; su logro fue destacado en el American Alpine Journal en 2008.